# Гребля Ваді-Ахін
Гребля Ваді-Ахін – інженерна споруда на півночі Оману. 
У другій половині 20 століття зростання населення Оману та розширення поливного землеробства почало призводити до виснаження водоносних горизонтів, що на тлі пустельного клімату були головним джерелом прісної води в країні. Як наслідок, розробили програму їх поповнення шляхом спорудження численних гребель, які б утримували воду під час короткочасних дощів та забезпечували максимальне всотування води в алювіальні породи русла. 
Сімнадцятою за часом спорудження та однією з найбільших за розмірами водосховища греблею такого типу стала завершена в 1994 році споруда у Ваді-Ахін (за півтора десятки кілометрів на південь від Сухару) із водозбірним басейном площею 829 км2. Долину ваді перекрили спорудою довжиною 5640 метрів та висотою 8 метрів. Центральна частина споруди виконана як габіонна водопереливна секція, яка має пропускати воду під час повені.
Гребля здатна утримувати 6,8 млн м3 води у сховищі площею 3 км2.
Для випуск води до нижньої ділянки русла ваді передбачені 5 кульвертів.